# Alfred Chapman
Pour les articles homonymes, voir Chapman.
Alfred Chaston Chapman, né le 24 avril 1869 à Londres et mort le 17 octobre 1932 à Hampstead, est un chimiste analyste britannique.

## Biographie
Il étudie à la Leeds Grammar School puis est élève en chimie de Alexander William Williamson et de Charles Graham à l'université de Londres. Devenu chimiste analyste, spécialiste des fermentations, il est président de la Society of Public Analysts de 1914 à 1916. Il est élu de la Royal Society en 1920.
Président du Royal Institute of Chemistry (1921-1924), Président de la Royal Microscopical Society (en) de 1924 à 1926, il est en 1931 vice-président de la Royal Institution.